# 9523 Torino
9523 Torino è un asteroide della fascia principale. Scoperto nel 1981, presenta un'orbita caratterizzata da un semiasse maggiore pari a 2,4494341 UA e da un'eccentricità di 0,1320932, inclinata di 2,93306° rispetto all'eclittica.
Appartiene alla famiglia di asteroidi Nysa.
L'asteroide è dedicato a Torino, città italiana che ha dato il nome all'omonima scala di rischio di impatto degli asteroidi.